# Пауэр-нойз
Пауэр-нойз (англ. power noise; также известен как ритмик-нойз (англ. rhythmic noise) и иногда DBM (от англ. Distorted Beat Music — рус. музыка искажённого бита)) — музыкальный жанр, ответвление постиндастриала, возникшее в середине 1990-х годов на стыке нойза и различных родов электронной танцевальной музыки.

## История
Существенное влияние на жанр оказала испанская группа Esplendor Geometrico, действующая с 1980 года. Термин «пауэр-нойз» был предложен Раулем Роукка из немецкой группы Noisex в 1997 году, с треком «United (Power Noise Movement)»; сам же Роукка, однако, предлагает альтернативный термин Distorted Beat Music. Также первопроходцами в этом жанре следует считать бельгийскую группу Dive, начавшую выступать в этом направлении в начале 1990-х годов. На американской сцене жанр был популяризирован Руди Ратцингером из Wumpscut, пригласившим Noisex на свой лейбл Mental Ulcer Forges.
Первые группы, выступавшие в жанре пауэр-нойза в 1990-х годах, были в большинстве своём немецкими; помимо Wumpscut и Noisex, к ним относились Asche, Morgenstern, P.A.L и Feindflug; видную роль также сыграли и бельгийские исполнители: Axiome, Hypnoskull,, Ah Cama-Sotz, Sonar, и This Morn' Omina. В это же время к этому жанру прибегали австралийская Black Lung и канадская Orphx, а также музыканты японской нойз-сцены (Merzbow, Aube, Contagious Orgasm).
Из исполнителей, дебютировавших в 2000-х годах, заметны Iszoloscope, Antigen Shift, Prospero, Drillbit,  Tarmvred, Converter, Terrorfakt, Alter Der Ruine, Panzer Division, C/A/T и Xotox.
В 2015 году в свет вышел четвертый студийный альбом датской дарк-эмбиент группы Snowpiercer Dysphemism. Коммерческий успех альбома, в частности синглов Art Of Alienation, Wayback Machine и Stench, позволил жанру вновь заинтересовать широкую аудиторию в Северной и Восточной Европе.

## Характеристика
Обычно, данное направление основывается на рваных битах, воспроизводимых драм-машинами типа Roland TR-909, также используя военные ритмы и в целом инструментальную составляющую. Проще говоря, это структурированная, ритмичная, основанная на большой дозе нойза музыка. Иногда добавляются и мелодичные семплы, но они вторичны по отношению к ритму. Композиции, написанные в данном жанре, достаточно структурированы и под них вполне можно танцевать; иногда же случаются примеры довольно абстрактных композиций.
Из фестивалей, на которых представлен этот жанр, наиболее влиятельны Maschinenfest (Германия); Infest в Брадфорде (Англия); и Kinetik в Монреале.
Такие группы, как Combichrist или Dulce Liquido, в зависимости от альбома и/или трека выступают в этом жанре наравне с агротехом.

## Лейблы
- Ant-Zen (Германия)
- Absetzer (Россия)
- Immoral Basement Records (Россия)
- Hands Productions (Германия)
- Hangars liquides (Франция)
- Hive Records (США)[источник не указан 3516 дней]
- Hymen Records (Германия)
- Tympanik Audio (США)
- MoonSlave Radio  (США)
- Kladovka Records (Украина)